# Yan Wang
Yan Wang (王 妍, 3 de mayo de 1971) es una atleta china especializada en marcha atlética.
En el año 1996 acudió a los Juegos Olímpicos de Atlanta, consiguiendo la medalla de bronce en los 10 km.
Su mejor marca personal en la distancia de 10 km marcha data del año 1999 y tiene registrado un tiempo de 41:16.